# Julius Szilassy
Julius Szilassy von Szilas und Pilis (maďarsky Szilassy Gyula szilasi és pilisi báró) (21. srpna 1870 Bex, Švýcarsko – 7. června 1935, Nice, Francie) byl uherský šlechtic, rakousko-uherský a maďarský diplomat. Od mládí působil v diplomacii a zastával nižší posty na rakousko-uherských ambasádách v Evropě i v zámoří, vyšší funkce zastával v Rusku a Turecku. V letech 1913–1916 byl vyslancem v Řecku. Po první světové válce přešel do služeb Maďarska a byl prvním maďarským vyslancem ve Švýcarsku (1919–1920). Po odchodu z veřejného života se trvale usadil ve Švýcarsku a uplatnil se jako spisovatel.

## Biografie
Pocházel ze starého uherského šlechtického rodu připomínaného od 15. století. Narodil se ve Švýcarsku jako nejstarší z pěti dětí Julia Szilassyho (1841–1889), matka Laura Correvon (1847–1886) byla adoptovanou dcerou Lady Louise Hope, vdovy po britském generálovi. Julius získal první vzdělání v Ženevě, poté studoval na Harrow School v Londýně. Po předčasném úmrtí obou rodičů se odstěhoval do Uher, kde byl jeho poručníkem jmenován strýc Aladár Szilassy (1847–1924), poslanec uherského sněmu. Ten podporoval a financoval další Juliovo vzdělání, v univerzitním studiu pokračoval v Budapešti a nakonec získal doktorát práv v Mnichově. Absolvoval jednoroční službu u uherské zeměbrany, kde byl později nadporučíkem v záloze. Ve státních službách začínal jako nižší úředník v župě Nógrád, v roce 1894 přešel pod ministerstvo zahraničí a o rok později složil diplomatické zkoušky. Začínal jako atašé v Bukurešti, v roce 1897 byl přeložen do Washingtonu, krátce pobyl v Paříži a od roku 1899 byl vyslaneckým tajemníkem ve Stuttgartu. V letech 1901–1903 byl vyslaneckým tajemníkem u generálního konzulátu v Káhiře, poté vystřídal působení v Bernu, Istanbulu a Londýně. V roce 1906 byl jmenován vyslaneckým radou v Haagu, kde byl v roce 1907 jedním z rakousko-uherských delegátů na mírové konferenci. Téhož roku byl přeložen jako vyslanecký rada do Tokia.
V letech 1908–1912 byl velvyslaneckým radou, respektive legačním radou I. kategorie v Petrohradě. Po návratu do Vídně byl přidělen na ministerstvo zahraničí ve funkci sekčního šéfa (1912–1913). V listopadu 1913 byl jmenován rakousko-uherským vyslancem v Athénách, kde strávil i začátek první světové války. Řecko bylo původně neutrální, ale v červnu 1917 vyhlásilo válku Rakousku-Uhersku. Již na podzim 1916 velitel francouzského loďstva u řeckých břehů vyzval diplomaty zemí Trojspolku, aby Athény opustili. Szilassy své působení v Řecku ukončil v říjnu 1916 a přes Bulharsko odcestoval do Vídně, kde byl znovu zařazen přímo na ministerstvo zahraničí. Na podzim 1917 byl jako zplnomocněný ministr a vyslanec přeložen do Istanbulu, kde de facto vedl rakousko-uherské diplomatické zastoupení, protože tehdejší velvyslanec Johann Pallavicini byl dlouhodobě nemocen.
Po rozpadu monarchie se na podzim 1918 vrátil do Maďarska a několikrát se sešel s novým prezidentem Mihálym Károlyim. Padla možnost, že by se Szilassy mohl stát maďarským ministrem zahraničí, protože vzhledem k dlouholetému pobytu v zahraničí nebyl vůbec obeznámen s vnitřními maďarskými poměry. Přijal ale nabídku na post vyslance v některé evropské zemi a vybral si rodné Švýcarsko, kam byl jako diplomatický zástupce delegován v lednu 1919. Ve funkci setrval i po změně politických poměrů a vyhlášení Maďarské republiky rad a následně vzniku Maďarského království. Na návrh maďarského předsedy vlády Pála Telekiho byl v červenci 1920 z funkce odvolán.
Po odchodu z veřejného života se trvale usadil ve Švýcarsku, kde po rodičích vlastnil vilu v rodném Bexu. Na komunikační úrovni ovládal pět jazyků, z jeho dochované knihovny vyplývá, že se snažil získat alespoň základy jazyka každé země, kde jako diplomat pobýval. Uplatnil se jako spisovatel, v němčině vydal své paměti v Berlíně, později sepsal diplomatickou metodiku vydanou ve Francii.

## Dílo
- Der Untergang der Donaumonarchie. Diplomatische Erinnerungen von Baron Julius von Szilass, Berlín, 1921; 425 s.
- Manuel pratique de diplomatie moderne; Lausanne, 1925
- Traité pratique de diplomatie moderne; Paříž, 1928
- Le procès de la Hongrie. Les relations franco–hongroises devant l’histoire, Paříž, 1932

## Tituly a ocenění
Krátce před zánikem monarchie získal titul barona platný pro Uherské království (1. května 1918). Během působení v diplomatických službách získal řadu vyznamenání v Rakousku-Uhersku i v zahraničí.

### Rakousko-Uhersko
- rytíř Řádu Františka Josefa (1896)
- Jubilejní pamětní medaile (1898)
- rytířský kříž Leopoldova řádu (1907)
- komtur Řádu Františka Josefa s hvězdou (1910)
- Vyznamenání za zásluhy o Červený kříž s válečnou dekorací (1916)

### Zahraničí
- Řád sv. Stanislava I. třídy (Rusko)
- Řád Medžidie II. třídy (Osmanská říše)
- Řád vycházejícího slunce II. třídy (Japonsko)
- komandér Řádu Isabely Katolické (Španělsko)
- důstojník Řádu rumunské koruny (Rumunsko)
- rytíř Řádu rumunské hvězdy (Rumunsko)
- Řád württemberské koruny I. třídy (Württembersko)
- rytíř Řádu Filipa Velkomyslného (Hesensko)
- rytíř Řádu Bertholda I. (Bádensko)

## Rodina
V roce 1898 se v Detroitu oženil s Louise Hecker (1874–1959), dcerou amerického podnikatele Franka J. Heckera (1846–1927). Manželství bylo v roce 1905 rozvedeno, Louise se podruhé provdala za Theodora Gould Fletchera (1871–1921). Syn Charles Szilassy (1899–1967) později přijal jméno nevlastního otce a byl uváděn jako Fletcher.